# Sovjetkommunismen
Sovjetkommunismen kallas den variant av kommunism som tillämpades i Sovjetunionen från revolutionen 1917. Begreppet kan även tillämpas på kommunismen inom Östtyskland, Polen, Tjeckoslovakien, Ungern, Rumänien och Bulgarien för tiden mellan 1944 och östblockets sammanfall.
Ideologiskt var sovjetkommunismen enligt egen utsaga baserad på Marx, Engels och Lenins läror. Stalinismen tillämpades fram till Josef Stalins död 1953. Den sista ledaren för Sovjetunionens parti Gorbatjovs glasnost ("öppenhet") och perestrojka ("nydaning") var ett sista försök att reformera Sovjetunionen. Gorbatjov lämnade partiet 1991 för att leda ett socialdemokratiskt parti.
Den terror och de brott mot mänskligheten som begicks under det sovjetkommunistiska (eller realsocialistiska) styret är idag, efter Sovjetunionens upplösning, väl belagda. Den svenska myndigheten Forum för levande historia har också publicerat en litteraturlista om brott begångna av sovjetkommunismen. Sovjetsystemet ledde till massvält. 

## Ledare av Sovjetunionens kommunistiska parti
Sovjetunionens kommunistiska parti hade totalt sju ledare:
- Vladimir Lenin (1917–1924)
- Josef Stalin (1924–1953)
- Nikita Chrustjov (1953–1964)
- Leonid Brezjnev (1964–1982)
- Jurij Andropov (1982–1984)
- Konstantin Tjernenko (1984–1985)
- Michail Gorbatjov (1985–1991)